# 王朝基
王朝基（1929年—）是台灣的漫畫家。出生於台南府城，幼年時體弱多病。
洪德麟評為漫畫創作老將。

## 簡歷
- 王朝基本名王朝枝，1929(昭和4年)年8月15日出生於台南州台南市高砂町參丁目四十四番地，兄弟姊妹七人中排行老四，幼時家境富裕又得父母親疼愛，所以小時候即訂閱日本漫畫書，這是他日後成為漫畫家的啟蒙。
- 2002年12月12日下午2點在住家中風送醫，一直住院及三總護理之家至2007年12月23日因心律不整疾病辭世，享年78歲。
- 17歲時初開始在台南的"中華日報"以單格漫畫型式投稿發表創作。
- 21歲時以王朝基筆名成名於南台灣。
- 25歲前後曾經擺過小吃攤、賣過愛國獎券，但仍難捨對漫畫的熱情又回到漫畫的路上成為自由畫家。
- 26歲時出版第一本漫畫後逐漸走向專業路線。
- 31歲時以金娟筆名創作許多文藝故事作品。金娟取其夫人葉桂金及三女王玲娟名字最末一字組合為用。
- 1968年王子雜誌社創辦時任編輯，出版王子半月刊造成市場轟動熱銷。
- 1969年另投入香港漫畫市場，單行本作品以歷史偉人傳記為題材。
- 1978年應邀南下赴虹光出版社任總編輯，以翻譯改編日本漫畫為主。
- 1989年應邀北上任東立出版社編輯顧問一直工作至退休。
- 1992~1996年間以"王晁琪"筆名為國語日報副刊製作"世界真奇妙"及"動手做勞作"。
- 一生創作漫畫從1946年起至2000年擱筆為止前後共約54年。
- 生平作品及手稿目前部分被收藏在台北市立圖書館中崙分館。
- 台灣早期的出版社:文昌、義明、藝昇、虹光、王子雜誌社、香港的皇冠(姊妹)雜誌社、等等都有其生平不同階段的作品。
- 2004年8月29日中國時報開卷版文中推崇王朝枝先生為台灣漫畫界教父。
- 文化部"國家文化資料庫"網站查詢類別將王朝枝先生歸類在"人物權威"項目，專長"漫畫"。

( http://nrch.cca.gov.tw/ccahome/search/search_meta.jsp?xml_id=0006058876%5B%5D )

## 作品一覽
- 骷髏客 (改編自 田歌 的 《劍海飄花夢》)
- 火燒紅蓮寺
- 金鷹天使
- 忘春風
- 補破網
- 宇宙天使
- 王七學仙術
- 巾幗英雄花木蘭
- 胡佛
- 居里夫人
- 成吉思汗
- 貝多芬

1967 年出版
民間童話
飛洲歷險日記
海底偵探王
星球秘密
1968  年出版
大海盜
骷髏頭
善與惡
玫瑰花的祕密 
好爸爸  
媽媽回家
少年樂
美女和野獸  
怪童小精靈
1969  年出版
無敵偵探長
小雲雀  
099情報員
母與子 
山地姑娘  
俏姑娘
鐵霸王  
無情海 
天使牧歌
鐵探長的冒險  
春梅秋菊
1970  年出版
快樂棒球隊
失嬰記
大吉小吉
淘氣姑娘
為了妳  
1976  年出版
雀斑姑娘  
寶石魔
小偵探  